# Hevsel-kertek
A Hevsel kertek a Tigris folyó partja közelében, a Diyarbakır erőd és a folyó között fekvő hétszáz hektár termőföld. A kerteket 2013-ban felvették az UNESCO kísérleti jegyzékébe. 2015-ben a világörökség részévé vált a Diyarbakır erőddel együtt.

## Leírása
A csaknem 8 ezer éves Hevsel-kertek a Diyarbakır erőd és a Tigris folyó völgye közötti domb lejtőjén fekvő termékeny területe, amely az úgynevezett termékeny félhold része. A város maga és a környező természeti táj fokozatosan fejlődött – több évszázadon keresztül. A régióban az architektúrára és a gazdaságra  több egymást követő civilizáció gyakorolt befolyást. A város a hellenisztikus időszak fontos gazdasági és politikai központjává vált, és szinte az egész római korban az maradt. Diyarbakir megőrizte jelentőségét a Szászánida Birodalom alatt, valamint a bizánci és oszmán birodalom idején is. Az iszlám időszakhoz hasonlóan, és a város ma is fontos regionális központ maradt.
Az objektum 2015 óta a világörökség része, magában foglalja a domb (Tell) helyén egykor állt ősi Amida várost – a ma ismert  içkale-t (ami „belső várat” jelent) – Diyarbakir nagy sáncait is (ennek hossza 5800 méter és ez magában foglal több kaput, tornyokat, támpillérek és hatvanhárom feliratot különböző történelmi időszakokból). A védett objektum is része a  Diyarbakir falai és a Tigris folyó között elhelyezkedő termékeny kerteknek, mely terület egykor a város lakosságát és védelmezőit vízzel és étellel látta el.
Hevsel kertjeinek területe mintegy hétszáz hektár; számos különböző típusú területből áll, amelyekben különböző állatok és madarak élőhelyei alakulhattak ki.
A kertek területe a legnagyobb madárrezervátum az egész Délkelet-Anatóliában: több mint 180 madárfaj él itt, többek között pusztai ölyv (Buteo rufinus), darázsölyv (Pernis apivorus), kékes rétihéja (Circus cyaneus), kuvik (Athene noctua). Ezenkívül vidra, róka, mókus és sün is található itt. A Hevsel-kertekben számos vándorló madár is megpihen.